# Falcon Down
Pour plus de détails, voir Fiche technique et Distribution.
Falcon Down ou Falcon, l'arme absolue au Québec est un téléfilm américain de science-fiction réalisé par Phillip J. Roth, diffusé en 2001.

## Synopsis
Une journaliste est contactée par un technicien disant avoir découvert une arme secrète développée par les États-Unis. Parallèlement, le capitaine Hank Thomas, qui a perdu son coéquipier dans un accident d'avion de chasse inexpliqué dû à une arme à impulsion électromagnétique désormais installée sur un prototype, le Falcon, est contacté pour le récupérer et le mettre à l'abri de ses propriétaires irresponsables sur le point de le vendre aux Chinois... complot ou salut pour son pays ?

## Fiche technique
- Autre titre français : Falcon, l'arme absolue
- Scénario : Jonathan Raymond, Jon Meyer, Terri Neish
- Production : Jeffery Beach, Melanie J. Elin, James Hollensteiner, Amy Murray, Thomas J. Niedermeyer Jr., Ken Olandt, Phillip J. Roth, T.J. Sakasegawa, Richard Smith
- Musique : Daniel J. Nielsen
- Photographie : Todd Barron
- Effets spéciaux : Michael A. Heath
- Durée : Australie : 90 min / Allemagne : 93 min
- Pays :  États-Unis
- Langue : anglais / cantonais
- Couleur
- Classification : Australie : M / Allemagne : 16 / USA : R  (violence et grossièreté de langage)
- Date de sortie : 
  - Allemagne : 18 avril 2001 (vidéo)
  - France : 1er mai 2001  (vidéo)
  - Australie : 26 octobre 2001 (vidéo)
  - États-Unis : 12 février 2002 (vidéo)
  - Espagne : 26 mai 2004 (DVD)

## Distribution
- Dale Midkiff : Captain Hank Thomas
- William Shatner : Major Robert Carson
- Judd Nelson : Harold Peters
- Jennifer Rubin (VFB : Carole Baillien) : Sharon Williams
- Cliff Robertson : Buzz Thomas
- Mark Kiely : Roger le Rat
- Dean Biasucci : Roth Jankins
- Ken Olandt : Captain Bobby Edwards
- Sandra Ferguson : Barbara Edwards
- Natasha Roth : Alisia Edwards
- Allison Dunbar : Connie Eldridge